# Annibale Monomaco
Annibale Monomaco (in greco antico: Ἁννίβας Μονομάχος?, Hanníbas Monomákhos, "colui che combatte da solo"; fl. III secolo a.C.) è stato un condottiero cartaginese.

## Biografia
Era amico di Annibale Barca e soprattutto del di lui fratello minore Magone, si trovava in Spagna con i Barcidi e faceva parte del consiglio di guerra. È citato da Polibio per aver espresso un parere decisamente terribile.
Annibale, ancora in Spagna, progettava di attaccare Roma iniziando con l'invasione dell'Italia. Si studiavano le difficoltà connesse ad una marcia attraverso la parte della Spagna controllata dai romani e all'attuale Provenza oltre che l'ingresso nei territori della Pianura padana. Si prospettavano possibili soluzioni ai prevedibili problemi derivanti dal numero di agguerrite popolazioni galliche che avrebbero difeso il loro territorio e da quelli relativi al mantenimento e ai rifornimenti dell'esercito punico.
Nel corso del consiglio Annibale Monomaco:
«… espresse il parere secondo cui [ad Annibale] si presentava una sola via che gli consentisse di arrivare in Italia. Quando Annibale lo invitò a parlare, disse che bisognava addestrare le truppe a mangiare carne umana».
Polibio continua asserendo che:
«Annibale non poté dire nulla contro l'audacia e l'efficacia dell'idea ma non poté persuadere né sé stesso né gli amici a tener conto della cosa. Dicono che gli atti di crudeltà attribuiti ad Annibale in Italia furono opera di quest'uomo».
Sempre Polibio ci informa che:
«Avido di denaro, in effetti, sembra lo sia stato in misura straordinaria e sembra che abbia avuto per amico l'avido Magone, che amministrava la Brettia».
Per risultare credibile, data l'enormità della proposta, Polibio ci informa che aveva
«…ottenuto questa informazione dagli stessi Cartaginesi».
e riferisce che dell'avidità di Annibale Monomaco e Magone aveva saputo direttamente da Massinissa, allora principe dei Numidi Massili e compagno di battaglie in Spagna, il quale precisava come Annibale Monomaco e Magone
«…non avevano mai partecipato assieme ad una stessa azione, ma esercitavano il comando più uno contro l'altro che contro i nemici, per evitare che l'uno fosse presente insieme all'altro all'occupazione di una città, così da non entrare in contrasto per tali motivi e non spartirsi il guadagno».

## Fonte e sua identificazione
Polibio è la sola fonte storica riguardo Annibale Monomaco; lo storico Giovanni Brizzi nel 2011 ha avanzato una nuova interpretazione su questo personaggio misterioso e crudele; egli è giunto alla conclusione che Annibale Monomaco non sia un personaggio reale ma una specie di alter ego fittizio di Annibale creato dalla fantasia dello storico spartano Sosilo che accompagnò il condottiero durante la sua spedizione in Italia, per rappresentare letterariamente il "lato oscuro" della personalità del cartaginese.